# Fiona Hefti
Fiona Hefti (* 4. Mai 1980 in Zürich) wurde am 18. September 2004 in Zürich zur Miss Schweiz 2004 gewählt.

## Leben
Zum Zeitpunkt der Wahl war Fiona Hefti bereits als Model aktiv und absolvierte an der Pädagogischen Hochschule Zürich eine Ausbildung zur Primarlehrerin, die sie nach ihrem Amtsjahr abschloss. 
Bei der Miss-Universe-Wahl 2005 schaffte es Hefti unter die Top 10. Von 2006 bis 2010 schrieb sie bei der NZZ am Sonntag Reportagen, Porträts und Kolumnen über Mode, Society, Beauty und exklusives Reisen. Sie war Werbebotschafterin von Jelmoli und Schulthess.
Von August 2007 an war sie mit Christian Wolfensberger verheiratet, von dem sie sich im Juli 2015 trennte. Das Paar hat zwei Söhne und eine Tochter.